# 원주시 (2000년 선거구)
원주시는 대한민국의 옛 국회의원 선거구이다. 당시 강원도 원주시 지역을 관할했다.

## 역사
제16대 국회의원 선거구를 앞두고 원주시 갑, 을 선거구가 통합되면서 신설되었다.
제19대 국회의원 선거를 앞두고 원주시의 인구 증가로 인해 원주시 선거구의 인구 상한선을 초과하면서 원주시 갑, 원주시 을 선거구로 분구되며 폐지되었다.

## 역대 국회의원
| 선거   | 정당 | 정당         | 의원   |
| ------ | ---- | ------------ | ------ |
| 2000년 |      | 새천년민주당 | 이창복 |
| 2004년 |      | 한나라당     | 이계진 |
| 2008년 |      | 한나라당     | 이계진 |
| 2010년 |      | 민주당       | 박우순 |

## 역대 선거 결과

### 대한민국 제16대 국회의원 선거
|  | 35.09% |

|  | 33.83% |

|  | 16.67% |

|  | 10.42% |

|  | 3.96% |

### 대한민국 제17대 국회의원 선거
|  | 42.17% |

|  | 38.57% |

|  | 10.79% |

|  | 6.31% |

|  | 0.77% |

|  | 0.75% |

|  | 0.60% |

### 대한민국 제18대 국회의원 선거
|  | 65.93% |

|  | 20.92% |

|  | 7.47% |

|  | 3.86% |

|  | 1.79% |

### 2010년 대한민국 재보궐선거
|  | 43.13% |

|  | 31.99% |

|  | 24.87% |